# Charlatanismo radioativo

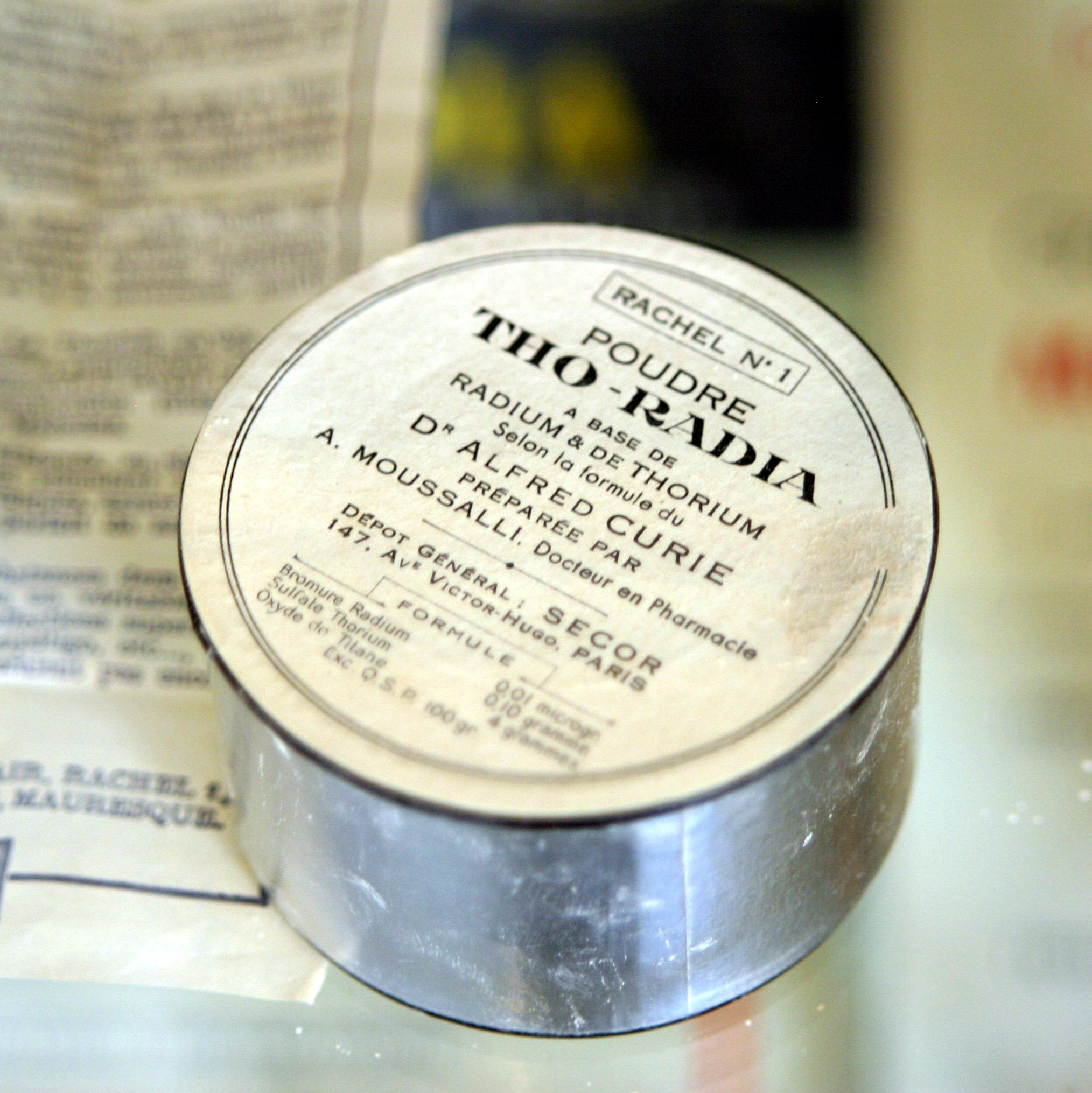
O pó "Tho-Radia", à base de rádio e tório, de acordo com a fórmula de Alfred Curie (sem relação com Pierre e Marie Curie)

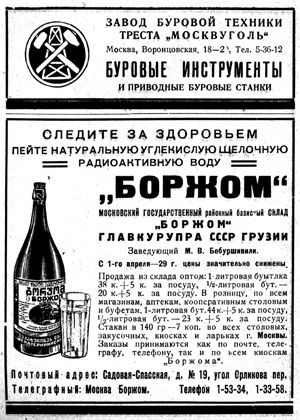
Um anúncio da água mineral Borjomi de 1929, anunciando as suas propriedades "radioativas". A água é popular até hoje, mas não há mais ênfase na radioatividade.

Charlatanismo radioativo é uma modalidade de charlatanismo que promove indevidamente a radioatividade como terapia para o tratamento ou cura de doenças. Ao contrário da radioterapia, que é o uso cientificamente correto da radiação para a destruição de células (geralmente células cancerígenas), o charlatanismo envolvendo substâncias radioativas pseudocientificamente promove a radiação como energia saudável e cicatrizante para células e tecidos. Seu auge de popularidade se deu durante o início do século XX, após a descoberta em 1896 do decaimento radioativo. A prática declinou amplamente, mas ainda é praticada ativamente por alguns.

## Exemplos notáveis
- Radithor, uma solução de sais de rádio, que foi comercializada por seu desenvolvedor William J.A. Bailey como possuidora de propriedades curativas. O industrial Eben Byers morreu em 1932 de ingeri-la em grandes quantidades ao longo de 1927-1930.[3][4]
- Muitas marcas de pasta de dente recebiam substâncias radioativas que alegadamente tornariam os dentes mais brancos, como a pasta de dente radioativa Doramad.[5]
- Banho e águas balneares foram anunciados positivamente como sendo "altamente radioativos" e como tendo "valor curativo"; p. ex.; em um relatório do suplemento do jornal neozelandês Thames Star, em 1912.[6]
- Potes Revigator, que adicionavam radônio à água potável.[1]
- Casas de areia de urânio, onde os pacientes se sentavam em bancos em uma sala redonda com piso composto de areia levemente radioativa (geralmente areia de praia com minerais triturados como a carnotita). Elas foram populares nos estados americanos de Utah, Novo México e Colorado durante a década de 1950.[7]
- Deitar-se em uma caixa estreita com areias que supostamente continham minério de urânio, foi promovido como tratamento para artrite, bursite e reumatismo em 1956.[8]